# 40. Division (4. Königlich Sächsische)
Die 40. Division (4. Königlich Sächsische) war ein Großverband der Sächsischen Armee.

## Gliederung
Die Division war Teil des XIX. (II. Königlich Sächsisches) Armee-Korps.

### Friedensgliederung
- 7. Infanterie-Brigade Nr. 88 in Chemnitz
  - 5. Infanterie-Regiment „Kronprinz“ Nr. 104 in Chemnitz
  - 15. Infanterie-Regiment Nr. 181 in Chemnitz, Glauchau und Zwickau
- 8. Infanterie-Brigade Nr. 89 in Zwickau
  - 6. Infanterie-Regiment Nr. 105 „König Wilhelm II. von Württemberg“ in Straßburg (zum XV. Armee-Korps abkommandiert)
  - 9. Infanterie-Regiment Nr. 133 in Zwickau
  - 10. Infanterie-Regiment Nr. 134 in Plauen
- 4. Kavallerie-Brigade Nr. 40 in Chemnitz
  - Karabinier-Regiment (2. Schweres Regiment) in Borna
  - 3. Ulanen-Regiment Nr. 21 „Kaiser Wilhelm II., König von Preußen“ in Chemnitz
- 4. Feldartillerie-Brigade Nr. 40 in Riesa
  - 3. Feldartillerie-Regiment Nr. 32
  - 6. Feldartillerie-Regiment Nr. 68
- Landwehr-Inspektion Chemnitz

### Kriegsgliederung bei Mobilmachung 1914
- 7. Infanterie-Brigade Nr. 88
  - 5. Infanterie-Regiment „Kronprinz“ Nr. 104
  - 15. Infanterie-Regiment Nr. 181
- 8. Infanterie-Brigade Nr. 89
  - 9. Infanterie-Regiment Nr. 133
  - 10. Infanterie-Regiment Nr. 134
- 2. Husaren-Regiment Nr. 19
- 4. Feldartillerie-Brigade Nr. 40
  - 3. Feldartillerie-Regiment Nr. 32
  - 6. Feldartillerie-Regiment Nr. 68
- 2. und 3. Kompanie/2. Pionier-Bataillon Nr. 22

### Kriegsgliederung vom 3. Juni 1918
- 7. Infanterie-Brigade Nr. 88
  - 5. Infanterie-Regiment „Kronprinz“ Nr. 104
  - 10. Infanterie-Regiment Nr. 134
  - 15. Infanterie-Regiment Nr. 181
  - 2. Eskadron/2. Husaren-Regiment Nr. 19
- Artillerie-Kommandeur Nr. 40
  - 3. Feldartillerie-Regiment Nr. 32
- Pionier-Bataillon Nr. 121
- Divisions-Nachrichten-Kommandeur Nr. 40

## Geschichte
Die Division wurde am 1. April 1899 errichtet und hatte ihr Kommando in Chemnitz.

### Gefechtskalender

#### 1914
- 23. bis 24. August – Kämpfe um Dinant (Massaker von Dinant)
- 23. bis 25. August – Verfolgungsgefechte südöstlich und südlich Givet bei Willerzie und Haybes
- 27. bis 30. August – Schlacht an der Maas und Verfolgung bis an die Aisne
- 31. August bis 5. September – Schlacht an der Aisne und Verfolgung bis an die Marne
- 06. bis 11. September – Schlacht an der Marne
- 12. September bis 4. Oktober – Stellungskämpfe in der Champagne
- 11. bis 12. Oktober – Einnahme von Lille
- 13. Oktober bis 13. Dezember – Stellungskämpfe in Flandern und Artois
  - 15. bis 28. Oktober – Schlacht bei Lille
  - 30. Oktober bis 24. November – Schlacht bei Ypern
- 14. bis 24. Dezember – Dezemberschlacht in Französisch-Flandern
- ab 25. Dezember – Stellungskämpfe in Flandern und Artois

#### 1915
- bis 8. Mai – Stellungskämpfe in Flandern und Artois
- 09. Mai bis 23. Juli – Schlacht bei La Bassée und Arras
- 24. Juli bis 24. September – Stellungskämpfe in Flandern und Artois
- 25. September bis 13. Oktober – Herbstschlacht bei La Bassée und Arras
- ab 14. Oktober – Stellungskämpfe in Flandern und Artois

#### 1916
- bis 23. Juni – Stellungskämpfe in Flandern und Artois
- 24. Juni bis 7. Juli – Erkundungs- und Demonstrationsgefechte der 6. Armee im Zusammenhang mit der Schlacht an der Somme
- 07. Juli bis 4. August – Stellungskämpfe in Flandern und Artois
- 05. August bis 3. September – Schlacht an der Somme
- 04. bis 30. September – Stellungskämpfe in Flandern und Artois
- 05. Oktober bis 8. November – Schlacht an der Somme
- ab 8. November – Stellungskämpfe an der Yser im Wytschaete-Bogen

#### 1917
- bis 26. Mai – Stellungskämpfe an der Yser im Wytschaete-Bogen
- 26. Februar bis 2. Juni – Stellungskämpfe vor Verdun
- 27. Mai bis 14. August – Schlacht in Flandern (Messines)
- 14. August bis 14. Oktober – Kämpfe in der Siegfriedstellung
- 14. bis 28. Oktober – Herbstschlacht in Flandern
- 29. Oktober bis 6. November – Transport nach dem Osten
- 07. November bis 5. Dezember – Stellungskämpfe zwischen Njemen-Beresina-Krewo-Smorgon-Narotsch-Tweretsch
- 06. bis 17. Dezember – Waffenruhe
- ab 17. Dezember – Waffenstillstand

#### 1918
- bis 15. Februar – Waffenstillstand
- 15. bis 25. Februar – Transport nach dem Westen
- 26. Februar bis 2. Juni – Stellungskämpfe zwischen Maas und Mosel
- 03. bis 13. Juni – Schlacht bei Soissons und Reims
- 14. Juni bis 4. Juli – Stellungskämpfe zwischen Oise, Aisne und Marne
- 05. bis 17. Juli – Stellungskämpfe zwischen Aisne und Marne
- 18. bis 25. Juli – Abwehrschlacht zwischen Soissons und Reims
- 26. Juli bis 20. August – Kämpfe zwischen Arras und Albert
- 21. August bis 2. September – Schlacht bei Monchy-Bapaume
- 03. bis 8. September – Reserve der OHL
- 09. bis 27. September – Stellungskrieg in Flandern
- 28. September bis 17. Oktober – Abwehrschlacht in Flandern
- 18. bis 24. Oktober – Nachhutkämpfe zwischen Yser und Lys
- 25. Oktober bis 1. November – Schlacht an der Lys
- 02. bis 4. November – Nachhutkämpfe beiderseits der Schelde
- 05. bis 11. November – Rückzugskämpfe vor der Antwerpen-Maas-Stellung
- 12. November bis 19. Dezember – Räumung des besetzten Gebietes und Marsch in die Heimat

## Kommandeure
| Dienstgrad                   | Name                            | Datum                                   |
| ---------------------------- | ------------------------------- | --------------------------------------- |
| Generalleutnant              | Lothar von Hausen               | 01. April 1899 bis 22. März 1901        |
| Generalleutnant              | Alexander Vitzthum von Eckstädt | 23. März 1901 bis 21. April 1904        |
| Generalleutnant              | Julius von Basse                | 22. April 1904 bis 24. März 1907        |
| Generalleutnant              | Felix Barth                     | 25. März 1907 bis 22. Mai 1908          |
| Generalleutnant              | Maximilian von Laffert          | 23. Oktober 1908 bis 27. November 1912  |
| Generalleutnant              | Traugott Leuckart von Weißdorf  | 28. November 1912 bis 28. April 1913    |
| Generalleutnant              | Leo Götz von Olenhusen          | 29. April 1913 bis 13. September 1916   |
| Generalmajor/Generalleutnant | Johann Meister                  | 14. September 1916 bis 22. Februar 1919 |